# Calliopum ellisiorum
Calliopum ellisiorum är en tvåvingeart som beskrevs av Shatalkin 2000. Calliopum ellisiorum ingår i släktet Calliopum och familjen lövflugor.
Artens utbredningsområde är Grekland. Inga underarter finns listade i Catalogue of Life.